# Un héros très discret
Pour plus de détails, voir Fiche technique et Distribution.
Un héros très discret est un film français réalisé par Jacques Audiard sorti en 1996. Il s'agit d'une adaptation du roman homonyme de Jean-François Deniau.

## Synopsis
Albert Dehousse s'enivre depuis son enfance de romans héroïques, vivant par procuration dans un monde imaginaire. Sa vie n'est malheureusement pas aussi exaltante dans la petite ville paisible du Nord de la France où il réside avec sa mère qui vit dans la mémoire d'un père disparu, officiellement héros de la Grande Guerre, mais en fait alcoolique invétéré. La Seconde Guerre mondiale passe sans même y laisser de traces, ôtant peut-être à Albert l'occasion justement de devenir un héros. Il laisse donc de côté son mariage avec Yvette Caron, fille de Résistant, et monte à Paris où l'on célèbre les héros de la Résistance française.
Sans un sou, Albert Dehousse mendie à la sortie d'un cabaret en septembre 1944. Il fait la rencontre du capitaine Dionnet qui le prend sous son aile pour un temps bien qu'Albert ait refusé ses avances homosexuelles, lui donnant indirectement des conseils, et lui permet de trouver un logement, un hôtel de la rue Lepic où Odette, l'une des prostituées, lui apprend à mieux faire l'amour. 
Après avoir été secrétaire particulier du célèbre collaborateur Joseph Joanovici, dit « Monsieur Jo », rencontré devant le cabaret où il est devenu portier, il décide de monter un stratagème pour intégrer le milieu de la Résistance, qui fête régulièrement ses anciens faits d'armes. S'inventant un passé d'ancien Français libre à Londres, il parvient au culot à se faire accepter par les membres d'un réseau. Devant la crédibilité de ses mensonges, pour la plupart bâtis autour de petits détails qui donnent un grand sens de véracité à ses dires, et malgré les doutes de certaines personnes, il en vient à être proposé pour tenir le rôle de conseiller dans l'administration chargée de l'épuration et des nominations.
Grâce à son efficacité dans ses fonctions, grandement servie par sa mémoire des listes des connaissances de Monsieur Jo, Albert est finalement nommé lieutenant-colonel au titre de ses faits de résistance et ira à Baden-Baden avec les troupes françaises d'occupation pour gérer un bureau militaire. Il y retrouve Servane, une Résistante française déjà rencontrée à Paris ; ils deviennent amants. Continuant à tromper son monde, et se montrant finalement à la hauteur de sa charge militaire, il intègre la communauté française locale, se fait petit à petit accepter par ses subordonnés, qui, bien que sceptiques, sont sous l'emprise de Dehousse. Cependant, son usurpation est trop lourde à porter et devant les questions de sa compagne, il avoue la supercherie et signe une lettre d'aveux. Rien ne se passe pour ne pas ébruiter le scandale et c'est finalement pour bigamie qu'il fait trois ans de prison, ayant épousé Servane sans être divorcé d'Yvette. Il continuera pendant plus de 30 ans à occuper diverses fonctions par des usurpations successives.

## Fiche technique
- Titre : Un héros très discret
- Réalisation : Jacques Audiard
- Scénario : Alain Le Henry et Jacques Audiard, d'après un roman de Jean-François Deniau
- Musique : Alexandre Desplat
- Photographie : Jean-Marc Fabre
- Montage : Juliette Welfling
- Direction artistique : Dominique Douret
- Décors : Michel Vandestien
- Costumes : Caroline de Vivaise
- Production : Patrick Godeau
- Sociétés de production : Alicéléo et Lumière
- Société de distribution : AFMD (France)
- Pays de production :  France
- Format : couleurs
- Genre : drame
- Durée : 110 minutes
- Date de sortie :
  - France : 15 mai 1996

## Distribution
- Mathieu Kassovitz : Albert Dehousse
- Albert Dupontel : capitaine Dionnet
- Anouk Grinberg : Servane
- Sandrine Kiberlain : Yvette Caron
- Jean-Louis Trintignant : Albert Dehousse âgé
- Nadia Barentin : la femme du général/ Mme Louvier / l'employée du bureau des disparus
- Bernard Bloch : Ernst, majordome
- François Chattot : Louvier, concierge, mutilé de la Première Guerre
- Philippe Duclos : Caron, beau-père d'Albert
- Danièle Lebrun : Mme Dehousse
- Armand Quentin de Baudry d'Asson : un Anglais
- Wilfred Benaïche : Nervoix, voix de Londres
- Clotilde Mollet : Odette, prostituée
- François Berléand : monsieur Jo, inspiré de  Joseph Joanovici
- Philippe Harel : un officier chargé d'organiser l'Epuration
- François Levantal : Delavelle,de la division Charlemagne
- Patrick Ligardes : Malbert
- Philippe Nahon : le général
- Yves Verhoeven : Boutin
- Alain Umhauer :  L'avocat
- Bruno Putzulu : Meyer-Meyer

## Autour du film
« Les vies les plus belles sont celles qu’on s’invente », annonce en préambule, avec une lucidité désabusée, un Albert Dehousse vieillissant. Le film interroge la frontière entre mystification et réalité, son héros est un personnage don quichottesque qui déploie des efforts colossaux pour se réinventer une histoire qui puisse s'inscrire dans la grande histoire.
À noter que bon nombre des intervenants (comme les historiens ou certains résistants) interprètent leurs propres rôles (bien que l'histoire de Dehousse ne soit pas vraie, cela conforte l'ambiguïté entretenue dans le film et le roman). Parmi eux, Jacques Audiard lui-même peut être aperçu vers la fin du récit.  Ainsi Jean-Jacques Pauvert apparait, illustrant ses propos du livre du capitaine Dionnet La mauvaise mémoire. Noter l'ironie du titre.

## Distinctions
- Festival de Cannes 1996 : Prix du scénario
- Festival international du film de Stockholm 1996 : prix du meilleur scénario
- Festival international du film de Valladolid 1996 : Épi d’argent